# バリカン

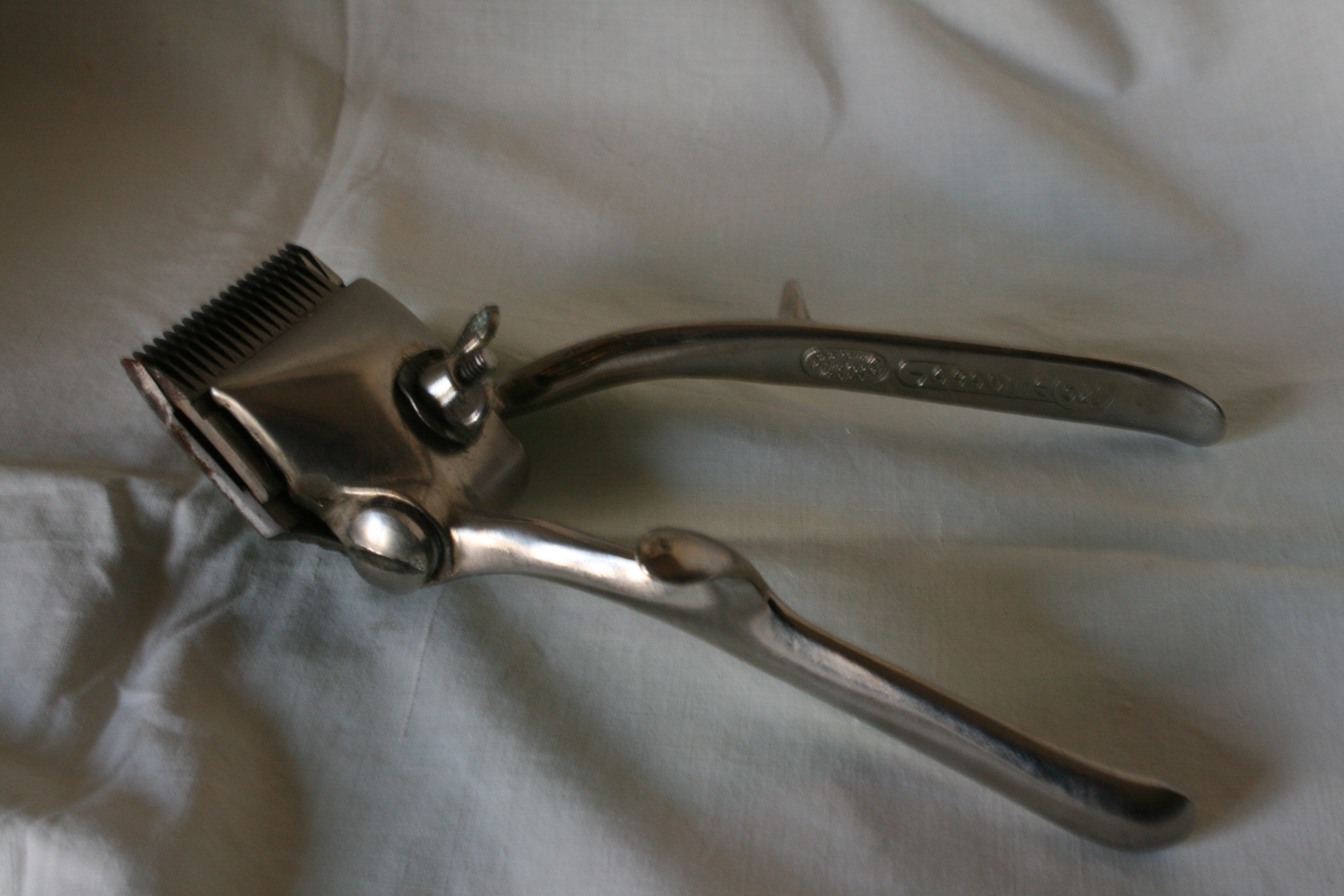
手動式バリカン

バリカンは、山形の2枚の刃を左右に往復させて毛髪を切る理容器具である。古くは手動式のものが一般的で、その後に小型・軽量化されるなどの改良が加えられ、電動式バリカンも開発された。

## 歴史
19世紀中期にセルビア人のニコラ・ビズミックが原理を考案。理容用バリカンは米国の自動車会社のリンカーン社やキャデラック社を創業したヘンリー・リーランドが発明したとされている。
1910年代には電気バリカンの開発が進んだ。1914年には芝山兼太郎が電気バリカンを日本に紹介している。製品化は、1919年10月14日に米国ウォール・クリッパーの経営者であるリオ・J・ウォールが電磁式バリカンの特許を出願し、電動バリカンの製造・販売を開始したことによる。1921年2月2日に特許が公示されてから米国では1920年代末までには理髪店を中心に普及し、第二次世界大戦後には世界的に普及した。また、家庭用の電動バリカンも発売されるようになった。同社は更に改良を加え、1965年には吸引式バリカン、1967年には充電式バリカンを開発した。そのほか、同社では髭や眉毛の調髪用の電動バリカンを開発している。日本では1990年代頃から理容室を中心に充電式のバリカンが普及した。

### 日本での歴史
1871年11月5日（明治4年9月23日）に明治政府によって散髪脱刀令が公告され、一般には、断髪令という名称でちょんまげから頭髪の自由化がなされたことと、1873年（明治6年）の徴兵令の公布で、入営した兵士の頭髪を衛生上の理由から丸刈りとしたことが、日本でバリカンが広く普及する背景となった。1894年（明治27年）に勃発した日清戦争で広く徴兵が行われたため、丸刈りが日本人に定着するようになった。
1874年（明治7年）に菱屋（丸善）が両手式トンドル（剪り込み機）を輸入したという。1883年（明治16年）に、フランス駐在の日本公使館書記官・長田桂太郎が持ち帰り、理髪師の鳥海定吉が使用した。1884年（明治17年）には同年12月4日の読売新聞にバリカンの広告が掲載されるほど日本で広く普及するようになり、男子に丸刈りが一般化するようになった。
国産品は1888年（明治21年）に大阪の鍛冶職人の伊藤謙吉が実用化し、関東では横浜のマーヤ商会がフランス式の片手用バネ式バリカンをモデルに国産化を行い、1890年（明治23年）に東京の鉄砲鍛冶職人の中村友太郎が国産片手バリカンの市販を行った。石丸少三がトンボ印のバリカンを製作し、窪鉄四郎が1907年（明治40年）「窪式バリカン」の特許を取得広く普及して1935年（昭和10年）にピークを迎えるが、戦後30社あった手動のバリカンの製造会社は電動バリカンの普及により製造を止めた。

### 業務用と家庭用

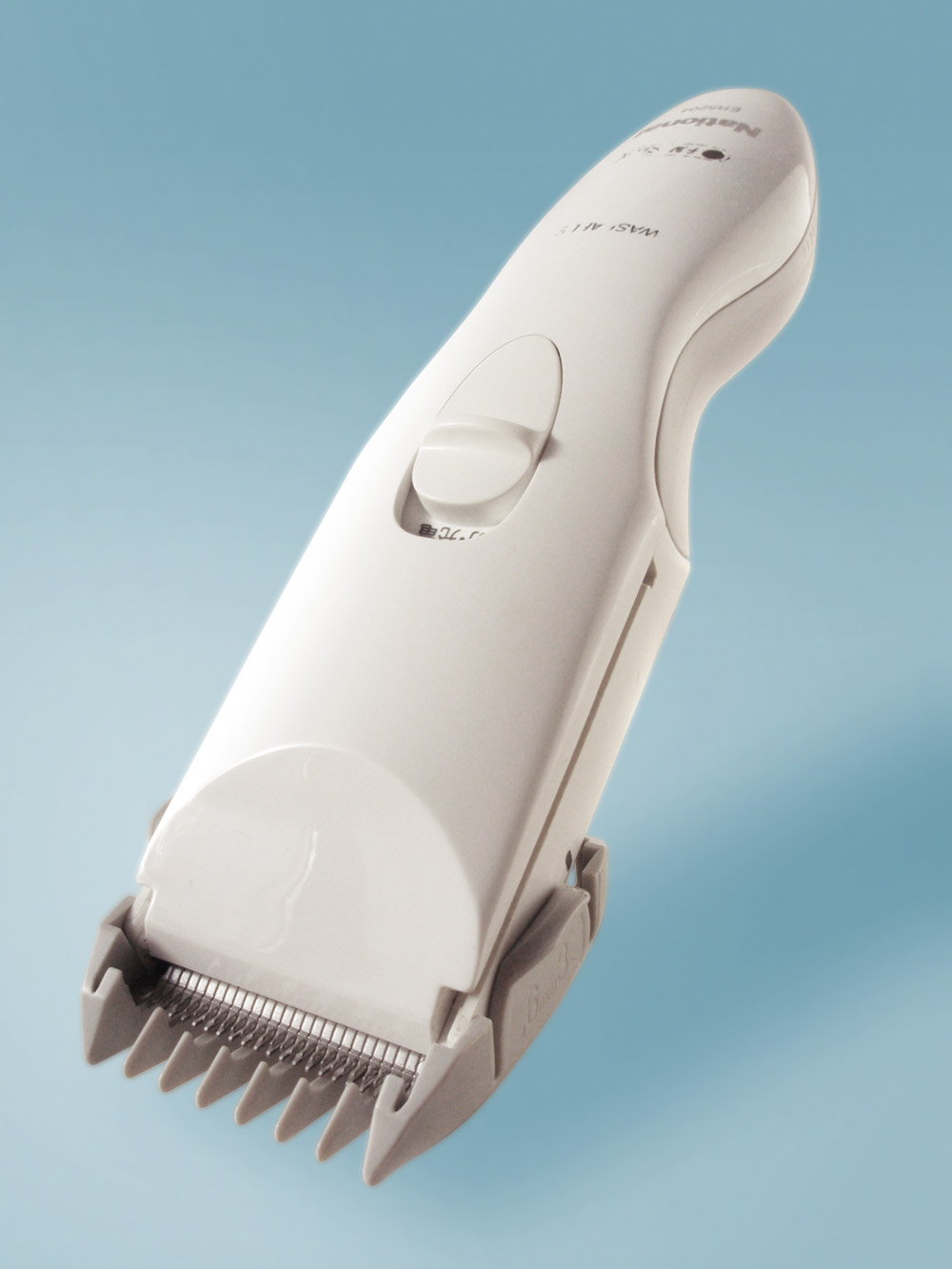
家庭用として販売されていた電動バリカン 写真は6mmのアタッチメントを装着している

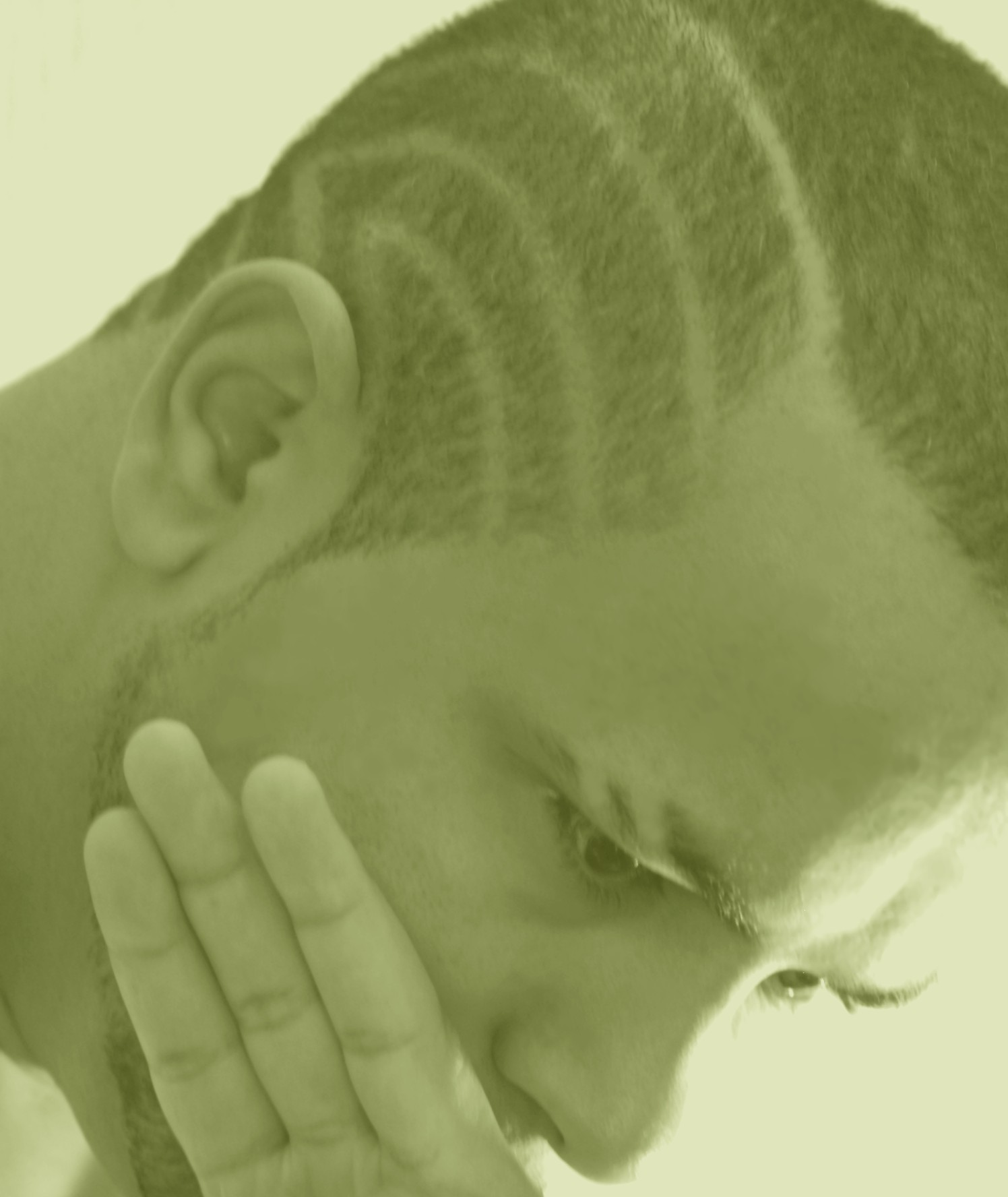
ラインアート。電動バリカンによって各部の髪を刈る長さを調整している

以前は頭髪を丸刈りや刈りあげる目的のためによく使われたが、2014年（平成26年）現在のデザインカット手法においてバリカンは色々な使われ方をするようになった。業務用と家庭用の違いはなくなりつつあり、不明確になってきている。希望の長さに設定するためのアタッチメントが業務用・家庭用を問わず、付いているものも多い（アタッチメント不使用状態では、電気髭剃りと同じで毛を残さず完全に剃り落とすことになる）。
家庭用のバリカンは、家電量販店やホームセンターなどで入手可能である。
剃刀の使用が許されない美容所で、大まかに髪を剃り落とすのに使用されている。

## 語源
バリカンは英語ではHair clipper（ヘアークリッパー）で、フランス語ではTondeuse（トンズーズ）である。バリカン本体の普及とともにその名称も広まったが、その語源は長らく不明だった。しかし、金田一京助が三省堂書店で『日本外来語辞典』作成時の調査で、東京帝国大学（東京大学）正門前の理髪店「喜多床」の二代目店主舩越景輝が刃の刻印からフランスのバリカン・エ・マール製作所（仏語：Bariquand et Marre、バリカンとマール。創業者ジュール・バリカンと後から加わったシャルル・マールによる共同経営）の名を発見、社名が名称として広まったものと確認した。なお、「バリカン」は本来は理容器具を指していたが、芝生を刈るための「芝生バリカン（グラスバリカン）」のように刈取用の器具一般を指す語としても用いられるようになっている。

## ペット用
ペットのトリミング用のバリカンもペット用品店などで販売されている。